# Wingst
Wingst község Németországban, Alsó-Szászországban, a Cuxhaveni járásban. Lakosainak száma 3380 fő (2023. december 31.).